# PWT Group
PWT Group A/S er en dansk tekstil-handelsvirksomhed med hovedsæde i Aalborg og kontor i København. Firmaet beskæftiger over +350 medarbejdere, fordelt over kontorer og butikker.  
PWT Group er indehaver af tøjmærkerne Lindbergh, JUNK de LUXE, Bison, Jack’s Sportswear Intl. samt Morgan. Desuden driver PWT Group herretøjskæderne Tøjeksperten og Wagner, som tilsammen har over 150 butikker i Skandinavien samt to webshops. Derudover har selskabet en webshop for brandet Lindbergh samt fysiske Lindbergh butikker i Europa og USA. 
Selskabet er ejet af administrerende direktør Ole Koch Hansen samt en række eksterne investorer.